# ミッドランド国際空港
ミッドランド国際航空宇宙港（英: Midland International Air＆Space Port）は、アメリカ合衆国,テキサス州ミッドランドにある国際空港である。市の中心街から南西へ13kmに位置する。2014年9月、連邦航空局より宇宙港としての認可を受けた。

## 就航路線
| 航空会社                                    | 就航地                                             |
| ------------------------------------------- | -------------------------------------------------- |
| アメリカン・イーグル 運航はエンヴォイ・エア | ダラス・フォートワース、フェニックス               |
| サウスウエスト航空                          | ヒューストン（ホビー）、ダラス（ラブ）、ラスベガス |
| ユナイテッド・エクスプレス                  | デンバー、ヒューストン                             |